# Turniket

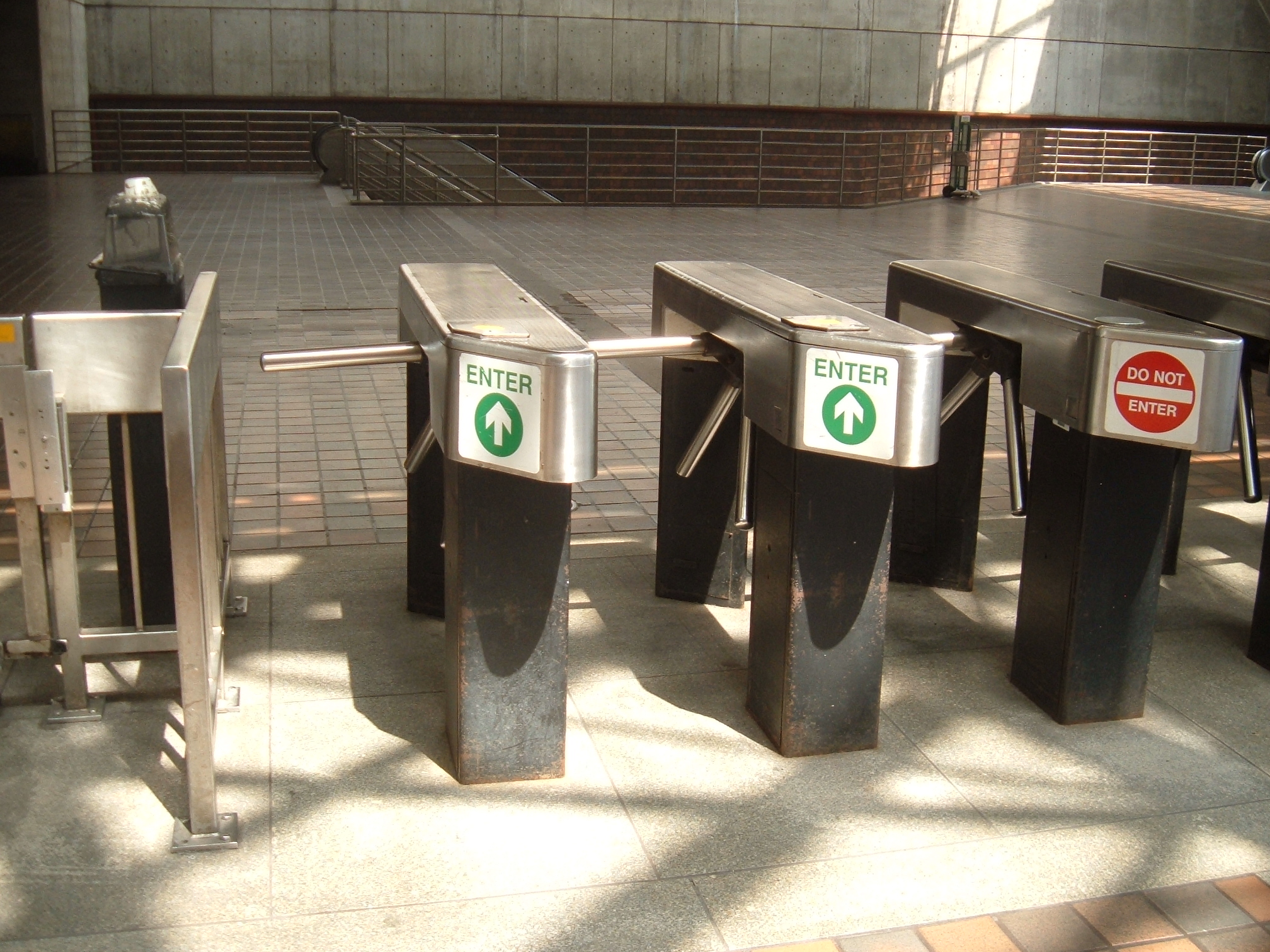
Turnikety ve stanici Alewife metra v Cambridge, Massachusetts

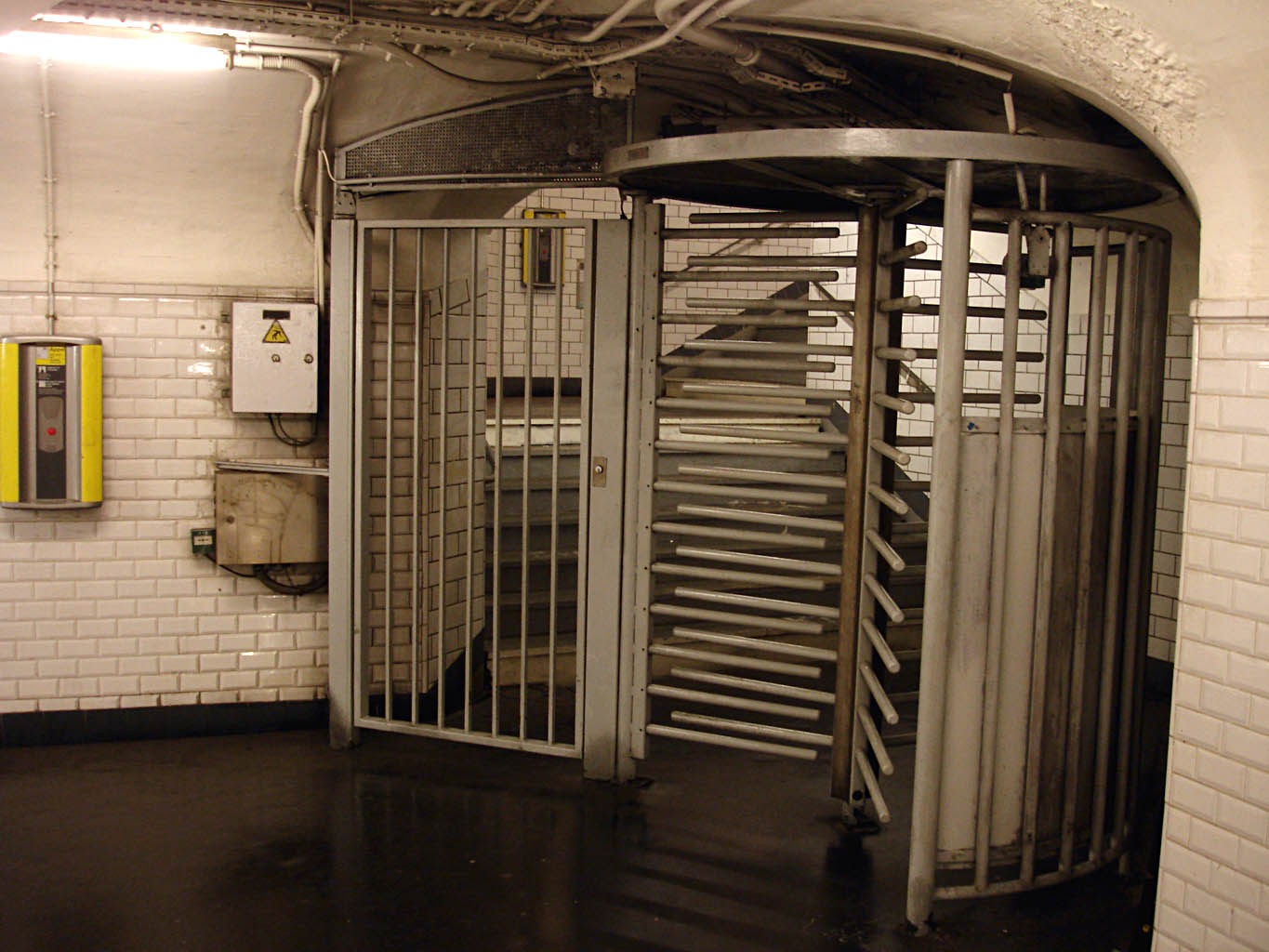
Výstupní turniket v metru v Paříži. Podobné se používají i v českých zoologických zahradách.

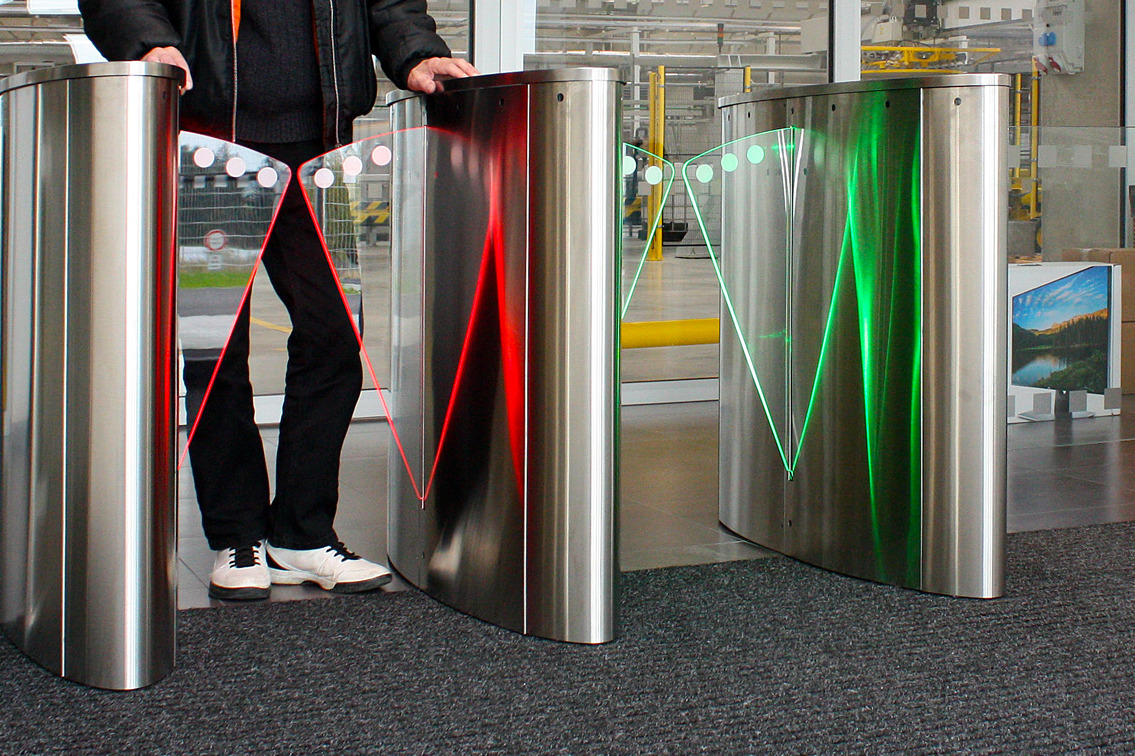
Křídlový turniket se signalizací oprávnění vstupu

Turniket je zařízení, které funguje jako brána, kterou může v jednu chvíli projít pouze jeden člověk. Turnikety byly původně používány jako jiný druh ohrady, který měl dovolit průchod lidem, ale zabránit ovcím a jiným zvířatům ohradu opustit. Dnes se používají zejména k usměrnění pohybu lidí. 
Může být vytvořený tak, že průchod je umožněn pouze po vložení mince nebo po ověření dokladu o zaplacení. Turnikety bývají použity v místech placeného vstupu jako ve veřejné dopravě, na placených toaletách, pro přístup k atrakcím, parkům nebo zařízením atd. V neveřejných objektech (např. administrativních nebo průmyslových) může turniket sloužit ke kontrole oprávněnosti vstupu a k evidenci příchodů a odchodů. 
Některé druhy turniketů nepodmiňují průchod žádným poplatkem ani oprávněním, ale jejich účelem je umožňovat průchod jen jedním směrem. Takové typy turniketů se používají například v místě vstupu do samoobslužné prodejny, v místě východu z placeného prostoru (metra, zoologické či botanické zahrady) apod. Použití turniketu v moderním pojetí je připisováno Clarencovi Saundersovi, který jej poprvé použil v obchodním domě Piggly Wiggly, považovaném za první moderní samoobslužnou prodejnu na světě (otevřen roku 1916). 